# Jon Hall (attore)
Jon Hall, pseudonimo di Charles Felix Locher (Fresno, 23 febbraio 1915 – North Hollywood, 13 dicembre 1979), è stato un attore statunitense.

## Biografia
Nato a Fresno (California), visse per alcuni anni a Tahiti con il padre Felix Locher, di origini svizzere. Iniziò a recitare nel 1935 in piccoli ruoli, spesso non accreditati, e apparve fra gli altri nel poliziesco L'artiglio giallo (1935), una delle pellicole della serie incentrata sull'investigatore orientale Charlie Chan. Accreditato come Charles Locher, e successivamente come Lloyd Crane, l'attore assunse il definitivo nome d'arte di Jon Hall e raggiunse la notorietà sul grande schermo come protagonista nel film Uragano (1937), scritto da James Norman Hall, uno degli autori de Gli ammutinati del Bounty, e zio dello stesso attore.
Diretto da John Ford, Uragano consentì a Jon Hall di mettersi in luce come attraente e atletico primattore. Nel ruolo dell'indigeno Terangi, un mite abitante di un'isola della Polinesia, che ingenuamente si fa arrestare a Tahiti e ripetutamente tenta di evadere per tornare alla sua isola e alla sua giovane sposa (Dorothy Lamour), Hall riuscì a personificare il contrasto tra l'ottusa civiltà portata dall'uomo bianco e la pacifica innocenza della popolazione indigena, i cui effetti negativi si concretizzano in uno spaventoso uragano che finisce per devastare l'isola, ma che consente all'ostinato Terangi di riconquistare la libertà.
Durante la prima metà degli anni quaranta, Jon Hall apparve più volte sul grande schermo, ad iniziare dal western La grande cavalcata (1940), in cui interpretò il leggendario eroe della frontiera Kit Carson, ma si affermò definitivamente come ideale interprete di romantiche avventure a sfondo esotico in film come A sud di Pago Pago (1940), con Frances Farmer, Aloma dei mari del sud (1941), nuovamente con Dorothy Lamour, e Il peccatore di Tahiti (1942). Nello stesso periodo interpretò anche un film di spionaggio, Joe l'inafferrabile (1942), pellicola di propaganda antinazista, in cui è un agente FBI che sfrutta una pozione che lo rende invisibile e gli consente di trafugare i piani tedeschi approntati per bombardare New York.

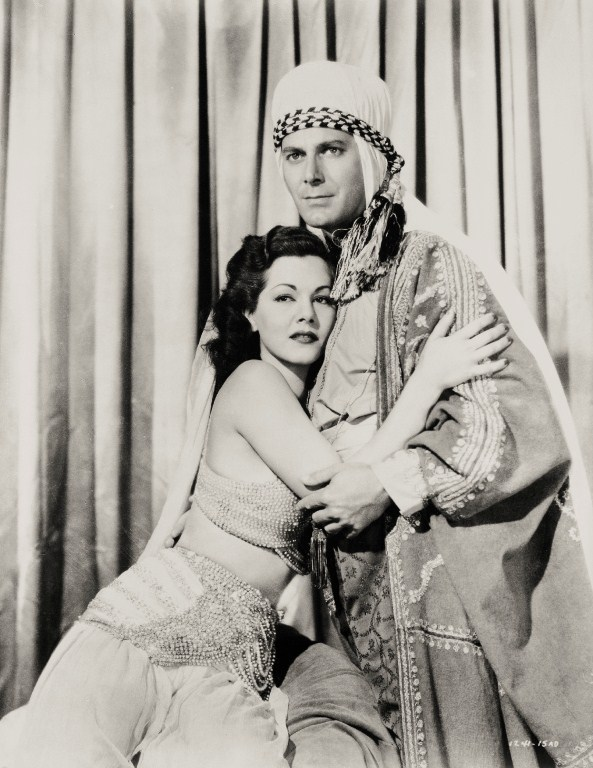
Jon Hall con María Montez nel film Le mille e una notte (1942)

La popolarità di Hall ebbe ulteriore impulso dalla serie di film interpretati a fianco dell'attrice dominicana María Montez. La coppia lavorò insieme in sei avventure in Technicolor, tutte di ambientazione esotica e fiabesca, Le mille e una notte (1942), Selvaggia bianca (1943), Alì Babà e i quaranta ladroni (1944), Il cobra (1944), La carovana dei ribelli (1944) e La schiava del Sudan (1945). Nello stesso periodo l'attore riuscì comunque a cambiare registro e ad affrontare altri generi cinematografici. Nella commedia musicale Le schiave della città (1944) interpretò un vanesio divo del cinema accanto a Ginger Rogers, mentre tornò al genere fantasy con La rivincita dell'uomo invisibile (1944), al fianco di John Carradine.
Nella seconda metà degli anni quaranta Hall passò per un certo periodo al western, interpretando pellicole come I briganti (1947) e Il ritorno dei vigilanti (1947), e a film d'avventura come Canaglia eroica (1948), in cui ricoprì il ruolo di Robin Hood, L'ultimo dei Mohicani (1947), e Il villaggio dell'uomo bianco (1951). La sua carriera aveva comunque imboccato la fase discendente, e l'attore tornò durante gli anni cinquanta a frequentare i set a lui più congeniali, quelli delle avventure esotiche nei Mari del sud. Apparve ancora in pellicole quali L'isola dell'uragano (1951), I filibustieri dei mari del sud (1957) e Il tesoro dell'isola proibita (1959).
Ebbe un periodo di rinnovata popolarità durante gli anni cinquanta grazie alla televisione, in particolare nella serie d'avventura Ramar of the Jungle, di cui furono girati 52 episodi tra il 1952 e il 1954, e in cui interpretò il ruolo del dottor Tom "Ramar" Reynolds. Apparve successivamente in due episodi della serie poliziesca Perry Mason (1963-1965), mentre la sua ultima apparizione cinematografica prima del definitivo ritiro dalle scene fu nel ruolo del dottor Otto Lindsay nell'horror The Beach Girls and the Monster (1965), di cui curò anche la regia e la direzione della fotografia.

## Vita privata
Nel 1955 Hall divorziò dalla prima moglie, la cantante statunitense Frances Langford, che aveva sposato nel 1934. Nel 1959 sposò l'attrice messicana Raquel Torres, da cui divorziò e con la quale successivamente si risposò, per poi divorziare nuovamente.
Colpito da una grave forma di cancro alla vescica, Hall non riuscì ad affrontare la malattia e il deterioramento delle sue condizioni di salute. Afflitto dalla depressione, l'attore si tolse la vita nel 1979, all'età di 64 anni. È sepolto al Forest Lawn Memorial Park di Hollywood Hills in California.

## Filmografia

### Cinema
- Women Must Dress, regia di Reginald Barker (1935)
- Canto d'amore (Here's to Romance), regia di Alfred E. Green (1935)
- L'artiglio giallo (Charlie Chan in Shanghai), regia di Alfred E. Green (1935)
- Il dominatore del Bengala (The Lion Man), regia di John P. McCarthy (1936)
- The Mysterious Avenger, regia di David Selman (1936)
- The Amazing Exploits of the Clutching Hand, regia di Albert Herman (1936)
- Una diligenza per l'ovest (Winds of the Wasteland), regia di Mack V. Wright (1936)
- Mind Your Own Business, regia di Norman Z. McLeod (1936)
- The Girl from Scotland Yard, regia di Robert G. Vignola (1937)
- Uragano (The Hurricane), regia di John Ford (1937)
- Sailor's Lady, regia di Allan Dwan (1940)
- A sud di Pago Pago (South of Pago Pago), regia di Alfred E. Green (1940)
- Lo stalliere e la granduchessa (Florian), regia di Edwin L. Marin (1940)
- La grande cavalcata (Kit Carson), regia di George B. Seitz (1940)
- Aloma dei mari del sud (Aloma of the South Seas), regia di Alfred Santell (1941)
- Il peccatore di Tahiti (The Tuttles of Tahiti), regia di Charles Vidor (1942)
- Eagle Squadron, regia di Arthur Lubin (1942)
- Joe l'inafferrabile (Invisible Agent), regia di Edwin L. Marin (1942)
- Le mille e una notte (Arabian Nights), regia di John Rawlins (1942)
- Selvaggia bianca (White Savage), regia di Arthur Lubin (1943)
- Alì Babà e i quaranta ladroni (Alì Baba and the Forty Thieves), regia di Arthur Lubin (1944)
- Le schiave della città (Lady in the Dark), regia di Mitchell Leisen (1944)
- Il cobra (Cobra Woman), regia di Robert Siodmak (1944)
- La rivincita dell'uomo invisibile (The Invisible Man's Revenge), regia di Ford Beebe (1944)
- La carovana dei ribelli (Gypsy Wildcat), regia di Roy William Neill (1944)
- San Diego, ti amo (San Diego I Love You), regia di Reginald Le Borg (1944)
- La schiava del Sudan (Sudan), regia di John Rawlins (1945)
- Men in Her Diary, regia di Charles Barton (1945)
- I briganti (The Michigan Kid), regia di Ray Taylor (1947)
- Il ritorno dei vigilanti (The Vigilantes Return), regia di Ray Taylor (1947)
- L'ultimo dei Mohicani (Last of the Redmen), regia di George Sherman (1947)
- Canaglia eroica (The Prince of Thieves), regia di Howard Bretherton (1948)
- The Mutineers, regia di Jean Yarbrough (1949)
- Il gigante della foresta (Zamba), regia di William Berke (1949)
- Il capitano Gary (Deputy Marshal), regia di William Berke (1949)
- On the Isle of Samoa, regia di William Berke (1950)
- Il villaggio dell'uomo bianco (When the Redskins Rode), regia di Lew Landers (1951)
- China Corsair, regia di Ray Nazarro (1951)
- L'isola dell'uragano (Hurricane Island), regia di Lew Landers (1951)
- Sul sentiero di guerra (Brave Warrior), regia di Spencer Gordon Bennet (1952)
- L'ultimo treno da Bombay (Last Train from Bombay), regia di Fred F. Sears (1952)
- I filibustieri dei mari del sud (Hell Ship Mutiny), regia di Lee Sholem ed Elmo Williams (1957)
- Il tesoro dell'isola proibita (Forbidden Island), regia di Charles B. Griffith (1959)
- The Beach Girl and the Monster, regia di Jon Hall (1965)

### Televisione
- Ramar of the Jungle – serie tv, 52 episodi (1952-1954)
- Casey Jones - serie tv, 1 episodio (1957)
- Perry Mason - serie tv, 2 episodi (1963-1965)

## Doppiatori italiani
Nelle versioni in italiano dei suoi film, Jon Hall è stato doppiato da:
- Giulio Panicali in Le mille e una notte, Ali Babà e i quaranta ladroni, I briganti, La carovana dei ribelli, La schiava del Sudan, Selvaggia bianca
- Emilio Cigoli in La grande cavalcata
- Mario Pisu in Il villaggio dell'uomo bianco
- Giuseppe Rinaldi in I filibustieri dei mari del sud
- Michele Kalamera nel ridoppiaggio di La grande cavalcata
- Claudio Capone nel ridoppiaggio di Uragano